# Мянтюля, Ханна
Ханна Катарийна Мянтюля (фин. Hanna Katariina Mäntylä; 19 сентября 1975, Лахти, Финляндия) — финский политик, член Парламента от партии Истинных финнов; министр социального обеспечения и здравоохранения в кабинете правительства Сипиля (2015—2016).
В 2015 году проходила по подозрению в совершении мошенничества в 2010 году, когда она попросила услуги государственной юридической консультации на сумму в несколько тысяч евро. В то время Мянтюля состояла в гражданском браке с состоятельным мужчиной. Сама министр отрицала свою вину. По сроку давности уездный суд Лапландии отклонил обвинения.
С 29 мая 2015 года по 24 августа занимала должность министра социального обеспечения и здравоохранения в кабинете правительства Сипиля. Ушла в отставку по семейным обстоятельствам — по причине тяжёлой болезни близкого человека.

## Семья
По состоянию на август 2016 года — мать-одиночка.